# Giacomo Palombella

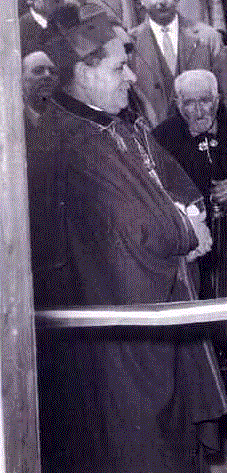
Erzbischof Giacomo Palombella

Giacomo Palombella (* 19. Januar 1898 in Acquaviva delle Fonti; † 31. Januar 1977 ebenda) war Erzbischof von Matera.

## Leben
Palombella, Sohn einer Bauernfamilie, trat 1916 ins Priesterseminar ein und empfing am 24. Februar 1923 die Priesterweihe.
Papst Pius XII. ernannte ihn am 14. März 1946 zum Bischof von Muro Lucano. Die Bischofsweihe spendete ihm am 19. Mai desselben Jahres Marcello Mimmi, Erzbischof von Bari-Canosa. Mitkonsekratoren waren Augusto Bertazzoni, Bischof von Potenza e Marsico Nuovo, und Giuseppe Della Cioppa, Prälat von Altamura-Gravina-Acquaviva delle Fonti. Am 3. Januar 1951 erfolgte die Ernennung Palombellas zum Bischof von Calvi e Teano.
Am 2. Juli 1954 ernannte ihn Pius XII. schließlich zum Erzbischof von Matera. Palombella nahm von 1962 bis 1965 als Konzilsvater am Zweiten Vatikanischen Konzil teil. Papst Paul VI. nahm am 12. Juni 1974 sein altersbedingtes Rücktrittsgesuch an.
Giacomo Palombella kehrte in seine Heimatgemeinde Acquaviva delle Fonti zurück und starb dort kurz nach seinem 79. Geburtstag.